# José Rosinski

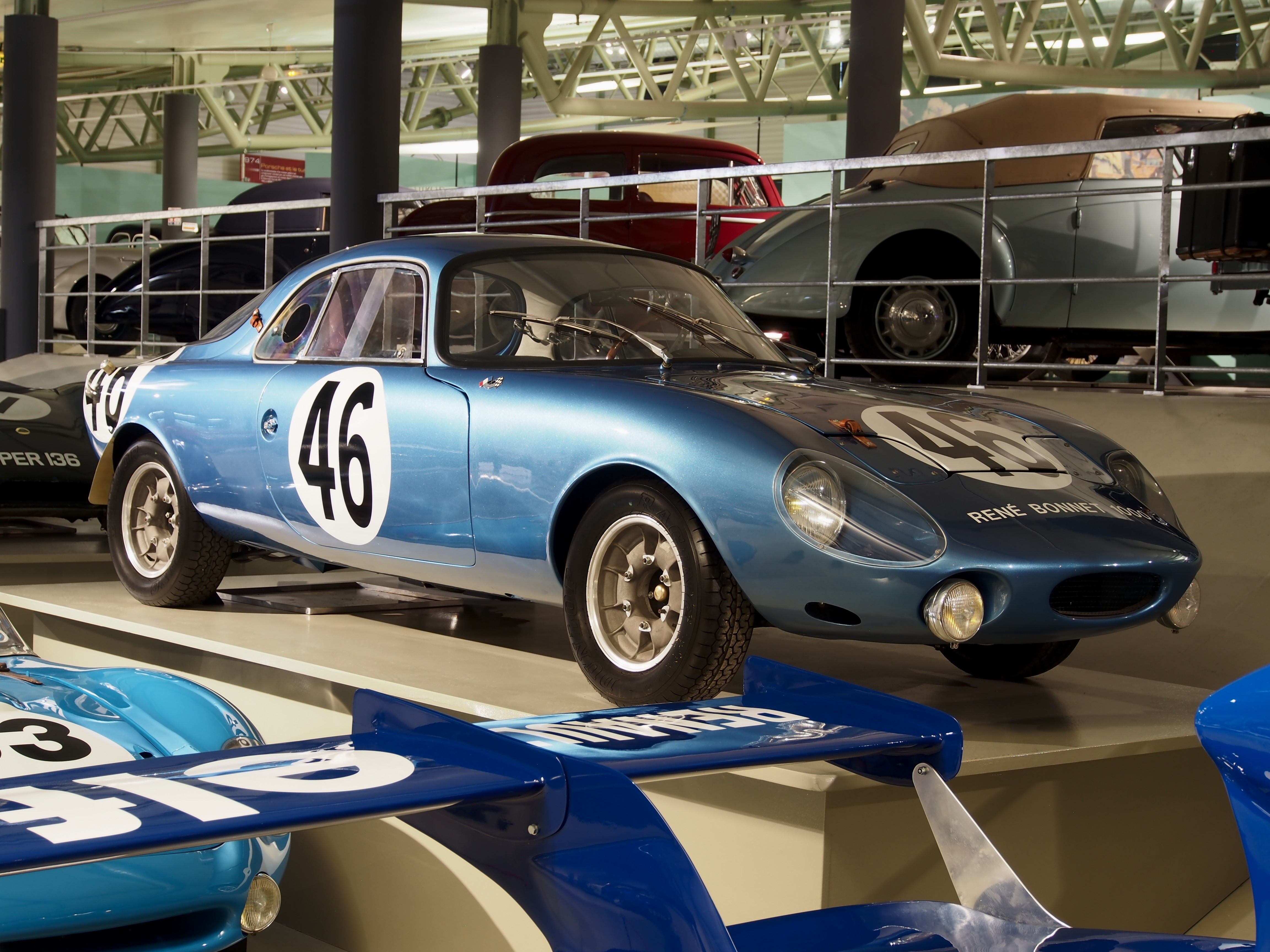
Der René Bonnet Djet mit dem José Rosinski beim 24-Stunden-Rennen von Le Mans 1962 am Start war

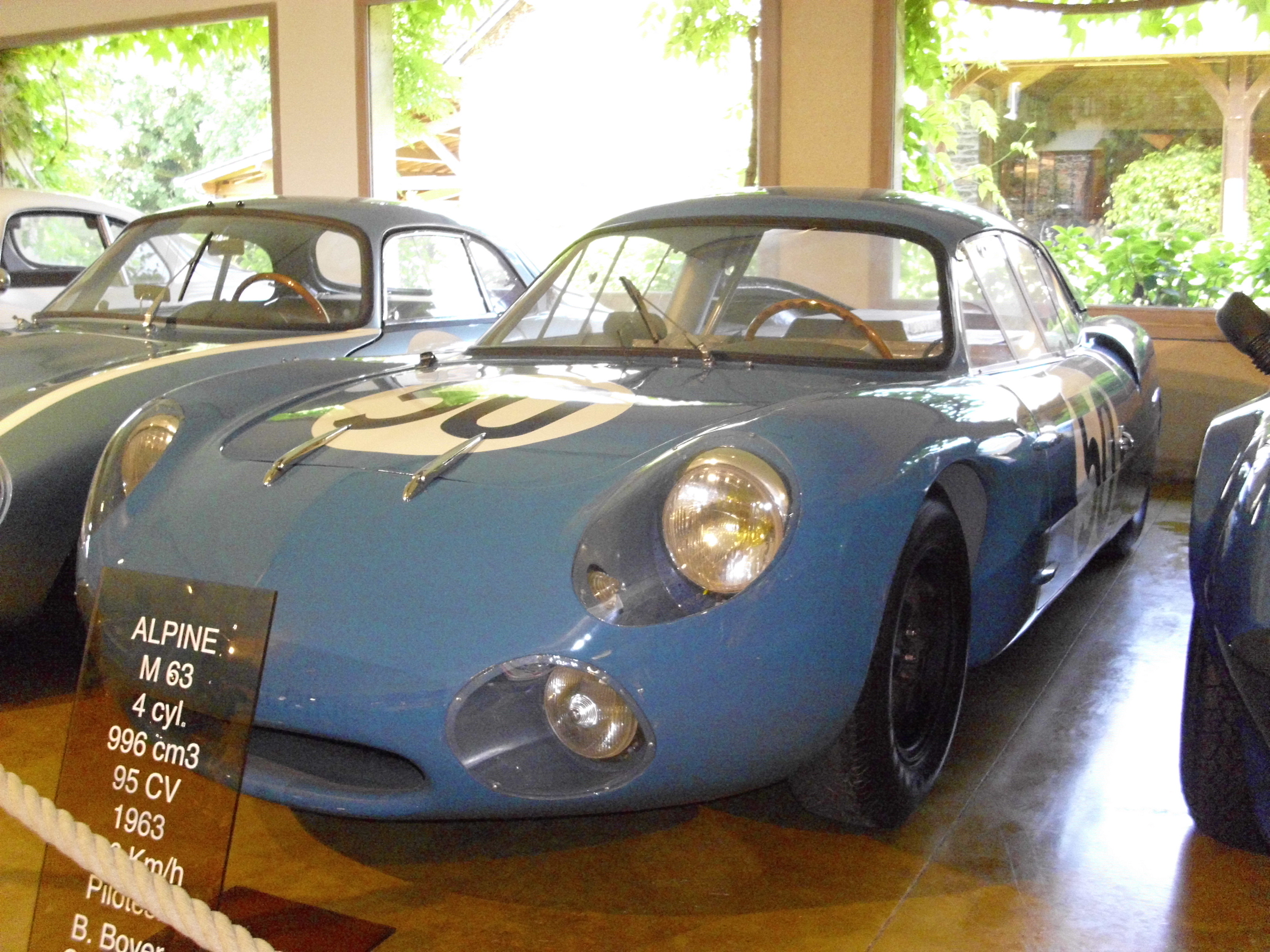
Alpine M63, Fahrgestell 1703; im Fahrgestell 1702 verunglückte Bino Heins, der Teamkollege von José Rosinski, beim 24-Stunden-Rennen von Le Mans 1963 tödlich

José Rosinski (* 13. April 1936 in Paris; † 3. Juni 2011 ebenda) war ein französischer Autorennfahrer und Journalist.

## Karriere als Rennfahrer
José Rosinki’s Fahrerkarriere begann in den späten 1950er-Jahren. Erste Rennen bestritt er in der Formel Junior, wo er 1961 auf einem Cooper T56 in der französischen Meisterschaft an den Sart ging. 1962 gewann er auf einem Cooper T59 vor Jo Schlesser und John Hine auf dem Circuit de Chimay den XXXII. Grand Prix des Frontières. Nach einigen weiteren Monopostorennen und ein paar Rallyes – unter anderem mit Michèle Dubosc auf einem Alpine A108 bei der Rallye de Lions 1963 – fuhr er ab diesem Jahr ausschließlich Sportwagenrennen.
Erste Einsätze im Sportwagen hatte er bereits 1959. Gemeinsam mit Claude Bobrowski belegte er Platz 21 im Schlussklassement der Targa Florio. Bei der Tour de France für Automobile fiel sein Alfa Romeo Giulietta nach einem Defekt aus; Teamkollege war Piero Frescobaldi.
Zwischen 1960 und 1967 war Rosinski sechsmal beim 24-Stunden-Rennen von Le Mans am Start. Sein Debüt gab er 1960 auf einem Alfa Romeo, den er gemeinsam mit dem Wagenbesitzer Giorgio Ubezzi pilotierte. 1962 gelang ihm der Sieg in der Klasse der Experimental-Fahrzeuge bis 1 Liter Hubraum. Der Einsatz für Alpine 1963 endete tragisch. Teamkollege Christian Heins verunglückte tödlich. Seinen letzten Start in Le Mans hatte er 1967, wo ihm gemeinsam mit Henri Grandsire im Alpine A210 ein weiterer Klassensieg gelang. Nach dem Rennen beendete er seine Rennkarriere.

## Journalist, Buchautor und Fernsehmoderator
Schon während seiner aktiven Zeit als Fahrer begann er als Journalist zu arbeiten. In Auto-Sport, der Zeitschrift von Gérard Crombac, berichtete er ab 1962 regelmäßig über den Motorsport. Zwischen 1979 und 1989 kommentierte er die Rennen der Formel-1-Weltmeisterschaft für den französischen Fernsehsender TF1, zuerst gemeinsam mit Bernard Giroux, ab 1987 mit Christian Van Ryswyck. Bis zu seinem Ausscheiden 1990 war er auch bei allen vom Sender übertragenen Le-Mans-Rennen als Moderator aktiv.
José Rosinski verfasste eine Vielzahl an Büchern über die unterschiedlichsten Themen des Motorsports; darunter Publikationen über Matra Sports und den Rennfahrer Patrick Depailler.

## Statistik

### Le-Mans-Ergebnisse
| Jahr | Team                            | Fahrzeug                | Teamkollege     | Platzierung             | Ausfallgrund               |
| ---- | ------------------------------- | ----------------------- | --------------- | ----------------------- | -------------------------- |
| 1960 | Giorgio Ubezzi                  | Alfa Romeo Giulietta SZ | Giorgio Ubezzi  | Ausfall                 | Kraftübertragung           |
| 1962 | Societé Automobiles René Bonnet | René Bonnet Djet        | Bernard Consten | Rang 17 und Klassensieg |                            |
| 1963 | Société des Automobiles Alpine  | Alpine M63              | Christian Heins | Ausfall                 | tödlicher Unfall von Heins |
| 1964 | North American Racing Team      | Ferrari 250 GTO         | Ed Hugus        | Ausfall                 | Defekt                     |
| 1965 | Autodelta SpA                   | Alfa Romeo Giulia TZ/2  | Teodoro Zeccoli | Ausfall                 | Unfall                     |
| 1967 | Société des Automobiles Alpine  | Alpine A210             | Henri Grandsire | Rang 9 und Klassensieg  |                            |

### Sebring-Ergebnisse
| Jahr | Team               | Fahrzeug   | Teamkollege   | Platzierung | Ausfallgrund |
| ---- | ------------------ | ---------- | ------------- | ----------- | ------------ |
| 1964 | Automobiles Alpine | Alpine M63 | Mauro Bianchi | Ausfall     | Defekt       |

### Einzelergebnisse in der Sportwagen-Weltmeisterschaft
| Saison | Team                                 | Rennwagen                                         | 1   | 2   | 3   | 4   | 5   | 6   | 7   | 8   | 9   | 10  | 11  | 12  | 13  | 14  | 15  | 16  | 17  | 18  | 19  | 20  | 21  | 22  |
| ------ | ------------------------------------ | ------------------------------------------------- | --- | --- | --- | --- | --- | --- | --- | --- | --- | --- | --- | --- | --- | --- | --- | --- | --- | --- | --- | --- | --- | --- |
| 1959   | Paris                                | Alfa Romeo Giulietta                              | SEB | TAR | NÜR | LEM | RTT |     |     |     |     |     |     |     |     |     |     |     |     |     |     |     |     |     |
| 1959   | Paris                                | Alfa Romeo Giulietta                              | 21  |     |     |     |     |     |     |     |     |     |     |     |     |     |     |     |     |     |     |     |     |     |
| 1960   | Bernard Consten Giorgio Ubezzi       | Alfa Romeo Giulietta                              | BUA | SEB | TAR | NÜR | LEM |     |     |     |     |     |     |     |     |     |     |     |     |     |     |     |     |     |
| 1960   | Bernard Consten Giorgio Ubezzi       | Alfa Romeo Giulietta                              |     |     |     | 40  | DNF |     |     |     |     |     |     |     |     |     |     |     |     |     |     |     |     |     |
| 1961   | José Rosinski Bernard Consten        | Alfa Romeo Giulietta                              | SEB | TAR | NÜR | LEM | PES |     |     |     |     |     |     |     |     |     |     |     |     |     |     |     |     |     |
| 1961   | José Rosinski Bernard Consten        | Alfa Romeo Giulietta                              |     | 8   | DNF |     |     |     |     |     |     |     |     |     |     |     |     |     |     |     |     |     |     |     |
| 1962   | Automobiles René Bonnet Lotus France | Porsche 356 René Bonnet Djet Lotus 23             | DAY | SEB | SEB | MAI | TAR | BER | NÜR | LEM | TAV | CCA | RTT | NÜR | BRI | BRI | PAR |     |     |     |     |     |     |     |
| 1962   | Automobiles René Bonnet Lotus France | Porsche 356 René Bonnet Djet Lotus 23             |     |     |     |     | DNF |     |     | 17  |     |     |     |     |     |     | 11  |     |     |     |     |     |     |     |
| 1963   | Alpine José Rosinski                 | Alpine M63 Alfa Romeo 2600                        | DAY | SEB | SEB | TAR | SPA | MAI | NÜR | CON | ROS | LEM | MON | WIS | TAV | FRE | CCE | RTT | OVI | NÜR | MON | MON | TDF | BRI |
| 1963   | Alpine José Rosinski                 | Alpine M63 Alfa Romeo 2600                        |     |     |     |     |     |     | 11  |     |     | DNF |     |     | 13  |     |     |     |     |     |     |     | DNF |     |
| 1964   | Alpine NART                          | Alpine M63 Alpine A110 Alpine M64 Ferrari 250 GTO | DAY | SEB | TAR | MON | SPA | CON | NÜR | ROS | LEM | REI | FRE | CCE | RTT | SIM | NÜR | MON | TDF | BRI | BRI | PAR |     |     |
| 1964   | Alpine NART                          | Alpine M63 Alpine A110 Alpine M64 Ferrari 250 GTO |     | DNF | DNF |     |     |     | DNF |     | DNF | 19  |     |     |     |     |     |     |     |     |     | 16  |     |     |
| 1965   | Autodelta                            | Alfa Romeo TZ                                     | DAY | SEB | BOL | MON | MON | RTT | TAR | SPA | NÜR | MUG | ROS | LEM | REI | BOZ | FRE | CCE | OVI | NÜR | BRI | BRI |     |     |
| 1965   | Autodelta                            | Alfa Romeo TZ                                     |     |     |     |     |     |     |     |     | DNF |     |     |     |     |     |     |     |     |     |     |     |     |     |
| 1966   | Renault                              | Alpine A110                                       | DAY | SEB | MON | TAR | SPA | NÜR | LEM | MUG | CCE | HOK | SIM | NÜR | ZEL |     |     |     |     |     |     |     |     |     |
| 1966   | Renault                              | Alpine A110                                       | 6   |     |     |     |     |     |     |     |     |     |     |     |     |     |     |     |     |     |     |     |     |     |
| 1967   | Renault                              | Alpine A110 Alpine A210                           | DAY | SEB | MON | SPA | TAR | NÜR | LEM | HOK | MUG | BRH | CCE | ZEL | OVI | NÜR |     |     |     |     |     |     |     |     |
| 1967   | Renault                              | Alpine A110 Alpine A210                           |     |     |     |     | DNF |     | 9   |     |     |     |     |     |     |     |     |     |     |     |     |     |     |     |